# AfriNIC
AFRINIC est le registre régional d'adresses IP desservant l'Afrique.
Il s'agit d'une organisation non gouvernementale à but non lucratif dont le siège est situé dans la Cybertour d'Ébène, au centre de l'île Maurice. Elle dispose d'équipes techniques en Afrique du Sud et de centres en Égypte et au Ghana. Ses membres sont des opérateurs réseaux et fournisseurs de service Internet.

## Histoire
De nombreuses réunions ont eu lieu depuis 1996, date de la première réunion informelle à Montréal, pendant une réunion ISOC.
En 1997, lors d'un atelier INET tenu en Malaisie, quelques pionniers de l'Internet en Afrique ont proposé la création d'un RIR pour l'Afrique et l'Océan Indien.
La question du siège d'AFRINIC a été particulièrement disputée, ce qui explique la localisation actuelle sur plusieurs sites.
AFRINIC a commencé à fonctionner le 22 février 2005, après que les données "africaines" enregistrées au RIPE-NCC aient été transférées. L'ICANN a officiellement reconnu AFRINIC le 8 avril 2005.

## Controverses

### Harcèlement sexuel
En mars 2018, une plainte pour harcèlement sexuel a été déposée par l'ancienne responsable des relations extérieures du RIR, affirmant avoir été harcelée sexuellement par l'ancien président d'AFRINIC, Sunday Folayan, l'ancien vice-président, Hytham El-Nakhal, et l'ancienne directrice financière, Patrisse Deesse.
Sunday Folayan et Haitham El Nakhal ont démissionné après que la victime a déposé une plainte décrivant en détail l'environnement de travail toxique et non professionnel au sein d'AFRINIC, tout en déclarant qu'elle n'était qu'une des nombreuses autres employées qui étaient harcelées et intimidées quotidiennement par le personnel masculin de l'AFRINIC. Au lieu de mener une enquête, AFRINIC a étouffé le scandale en ne traitant pas les SMS qui harcelaient la collaboratrice d'AFRINIC aujourd'hui décédée, et a annoncé qu'il n'y avait aucune preuve de harcèlement, d'intimidation ou d'intimidation de la part de certains membres du conseil d'administration. En réaction, les membres du Conseil d'administration sont démis de leurs fonctions.

### Conflit sur l'utilisation d'adresses IP
AFRINIC est en conflit avec la société chinoise Cloud Innovation, enregistrée aux Seychelles, depuis juillet 2021, car elle a l'intention de révoquer plus de 6 millions d'adresses IP attribuées à la société en raison de leur utilisation en dehors du continent africain.
La cour suprême de l'île Maurice a ordonné le gel des comptes bancaires d'Afrinic, paralysant ainsi ses opérations entre le 15 juillet et le 15 octobre 2021. AFRINIC est placée sous administration judiciaire le 13 septembre 2023,.
Le 24 juin 2025, la Mauritius Digital Promotion Agency et Emtel déposent une plainte à la police, soupçonnant des irrégularités entourant les élections du conseil d’administration, consistant en une distribution frauduleuse de procurations à des ressortissants du Rwanda et des conditions opaques pour le dépouillement des bulletins de vote. Les élections sont ensuite annulées, AFRINIC restant sans président ni conseil d'administration.